# Megastethodon waterstradti
Megastethodon waterstradti är en insektsart som beskrevs av Schmidt 1911. Megastethodon waterstradti ingår i släktet Megastethodon och familjen spottstritar. Inga underarter finns listade i Catalogue of Life.